# كورتيس إليس
كورتيس إليس (بالإنجليزية: Curtis Ellis)‏ هو صانع أفلام وثائقية أمريكي، ولد في 15 ديسمبر 1979 في بورتلاند في الولايات المتحدة.

## وصلات خارجية
- كورتيس إليس على موقع IMDb (الإنجليزية)